# Turbidimetrija
Turbidimetrija je proces merenja količine svetlosti koju rastvor apsorbuje u pravcu izvora svetlosti.
Svetlost se propušta kroz filter koji formira svetlost poznate talasne dužine. Ona se zatim propušta kroz kivetu sa rastvorom. Fotoelektrična ćelija sakuplja svetlost koja prolazi kroz kivetu. Rezultat merenja je količina apsorbovane svetlosti.
Količina proteini u biološkom fluidu, kao što je urin, se može proceniti dodavanjem precipitirajućeg agensa (sulfosalicilne kiseline, ili specifičnog antitela). Turbidimetrija se takođe koristi u biologiji za određivanje broja ćelija u rastvoru.

## Literatura
- D. M. Vasudevan; DM Vasudevan; S Sreekumari; Vaidyanathan Kannan (2010). Textbook of Biochemistry for Medical Students (6 th изд.). Jaypee Medical Publishers. ISBN 978-9350250167.
- Mary C. Haven; Gregory A. Tetrault; Jerald R. Schenken (1994). Laboratory Instrumentation. John Wiley and Sons. ISBN 978-0-471-28572-4.